# Nambungia
Nambungia is een geslacht van rechtvleugeligen uit de familie krekels (Gryllidae). De wetenschappelijke naam van dit geslacht is voor het eerst geldig gepubliceerd in 1983 door Otte & Alexander.

## Soorten
Het geslacht Nambungia  is monotypisch en omvat slechts de volgende soort:
- Nambungia balyarta (Otte & Alexander, 1983)